# Takinōe
Takinōe (jap. 滝上町 Takinōe-chō) – miasto w Japonii, w prefekturze Hokkaido, w podprefekturze Ohōtsuku. Według danych na rok 2020 miejscowość zamieszkiwało 2 421 mieszkańców , a gęstość zaludnienia wyniosła 3,2 os./km².